# SN 1977H
SN 1977H – niepotwierdzona supernowa odkryta w kwietniu 1977 roku w galaktyce M+05-42-11. W momencie odkrycia miała maksymalną jasność 19,00m.